# Robert De Niro, Sr.
Robert De Niro, Sr. (* 3. Mai 1922 als Robert Henry De Niro in Syracuse, New York; † 3. Mai 1993 in Manhattan, New York City), war ein US-amerikanischer abstrakt-expressionistischer Maler. Sein Sohn ist der Schauspieler Robert De Niro.

## Leben
Robert De Niro, Sr. war der Sohn von Henry Martin De Niro (1897–1976) und Helen O’Reilly (1899–1999). Seine Großeltern väterlicherseits, Giovanni De Niro und Angelina Mercurio, waren italienische Immigranten aus Ferrazzano, seine Mutter war die Enkelin eines irischen Immigranten.
Er studierte in den späten 1930er und frühen 1940er Jahren bei Hans Hofmann in New York und Provincetown sowie bei Josef Albers am Black Mountain College in North Carolina. Er arbeitete fünf Jahre in Hilla von Rebays Museum of Non-Objective Painting / Art of Tomorrow in Manhattan. 1945 nahm er erstmals an einer Gruppenausstellung in der Galerie Art of This Century teil. 1946 folgten dort erst Einzelausstellungen seiner Werke. 1949 ging ein Großteil seiner frühen Werke bei einem Brand seines Ateliers verloren.
Von 1961 bis 1964 lebte De Niro in Frankreich. 1968 erhielt er das Guggenheim-Stipendium. In den 1970er und 1980er Jahren folgten zahlreiche Ausstellungen, unter anderem in New York, San Francisco, Kansas City, Los Angeles und Seattle. Er unterrichtete an zahlreichen Bildungseinrichtungen wie der Cooper Union, der New School for Social Research, der School of Visual Arts und dem East Michigan State College. Robert De Niro, Sr. wurde 1985 zum Mitglied der National Academy of Design gewählt.

## Privatleben

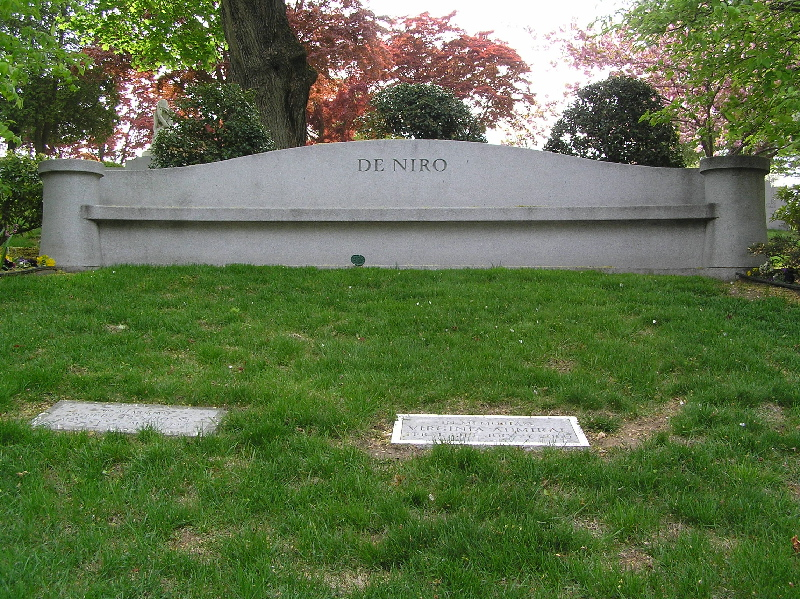
Das Familiengrab der De Niros

1942 lernte De Niro bei Hans Hofmanns Kurs in Provincetown die Künstlerin Virginia Admiral kennen. Das Paar heiratete noch im selben Jahr. Kurz nach der Geburt des gemeinsamen Sohnes Robert De Niro, Jr. im Jahr 1943 trennten sich die beiden. De Niro, Sr. starb 1993 an seinem 71. Geburtstag in New York City an Krebs. Er wurde auf dem  Kensico Cemetery in Valhalla, New York, beigesetzt.
Die erste Regiearbeit seines Sohnes In den Straßen der Bronx, die im selben Jahr erschien, ist ihm gewidmet. Im 2014 veröffentlichten HBO-Dokumentarfilm Remembering the Artist Robert De Niro Sr. zitierte sein Sohn umfangreich aus den persönlichen Unterlagen seines Vaters, aus denen unter anderem hervorgeht, dass De Niro, Sr. seine Frau verließ, weil er sich seiner Homosexualität bewusst wurde.